# سوق البلاط
سوق البلاط هو أحد أنشط أسواق مدينة تونس، وهو مختص ببيع الأعشاب الطبية.

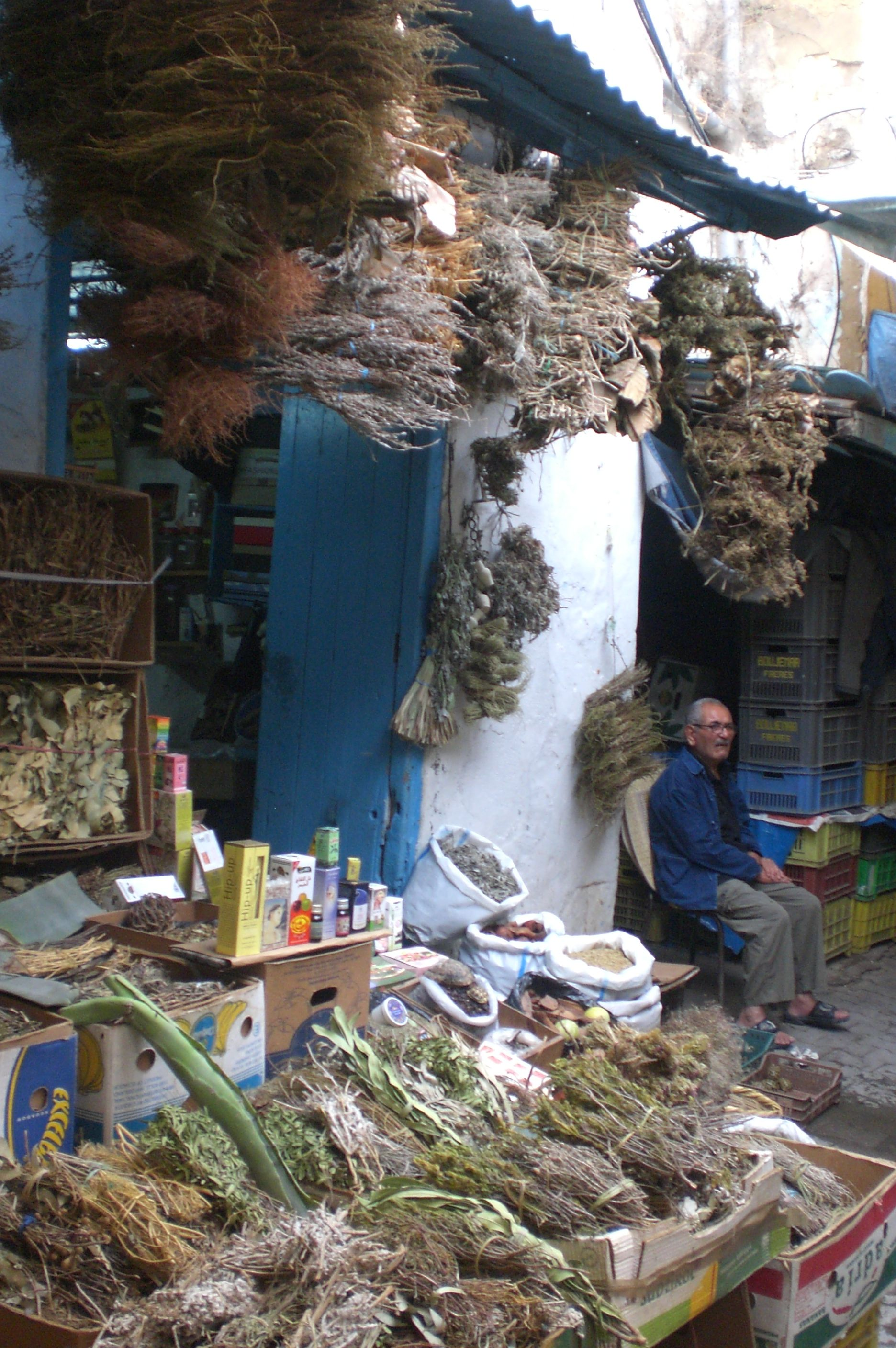
أحد دكاكين سوق البلاط لبيع الأعشاب الطبية

## موقعه
يحتل سوق البلاط نهجا ضيقا، جانب هام منه مسقوف، ويقع في قلب المدينة العتيقة حيث يمكن الوصول إليه انطلاقا من جامع الزيتونة بالاتجاه جنوبا من سوق القشاشين. كما يمكن الوصول إليه من الجهة الأخرى من نهج الصباغين.

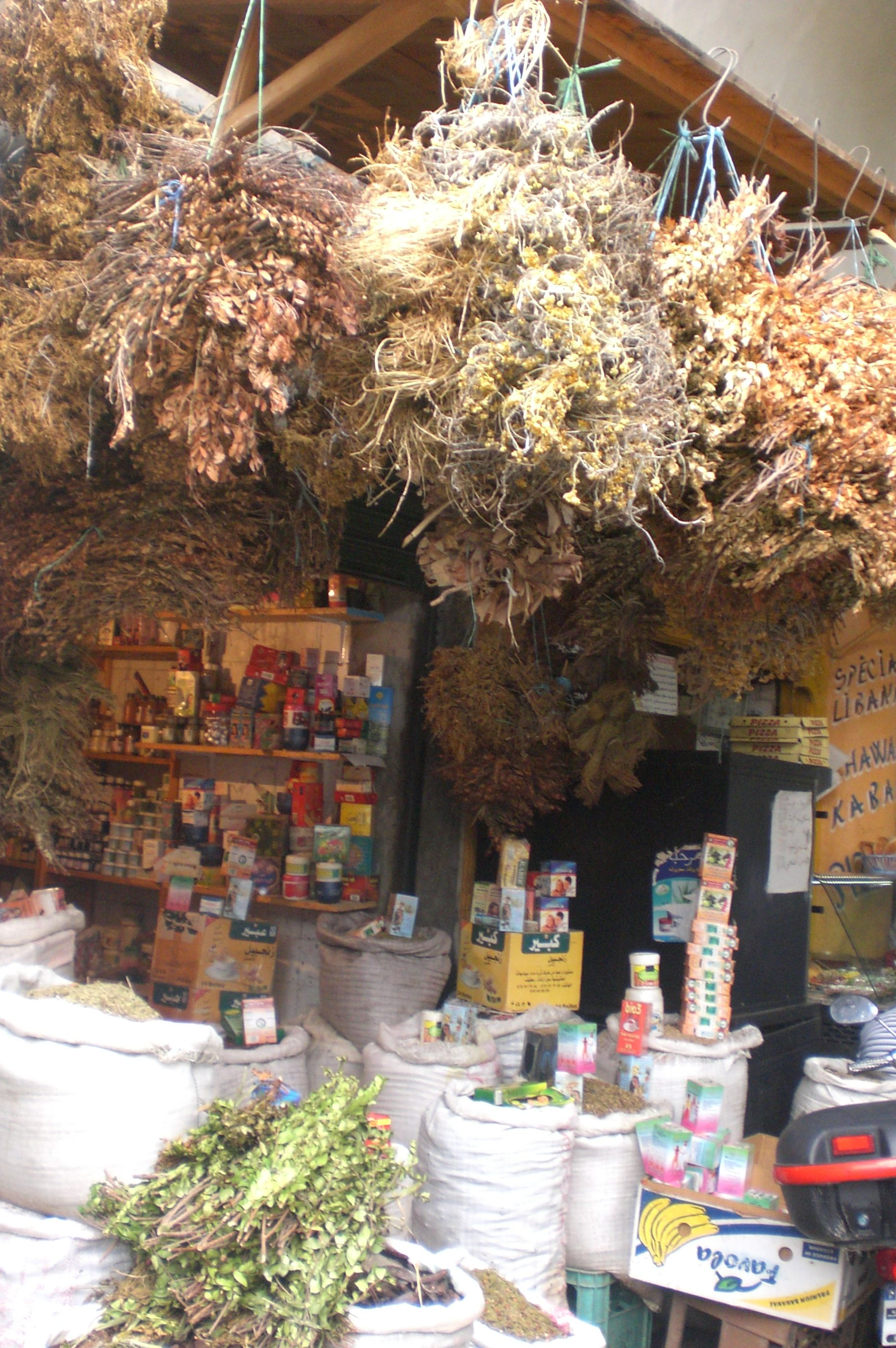
أحد دكاكين بيع الأشاب الطبية بسوق البلاط

## تاريخه
ليس هناك اتفاق على تاريخ ظهور هذه السوق، وهناك من يعيده إلى العهد الأغلبي في القرن الثالث للهجرة/التاسع للميلاد  إلا أن المسجد الذي يتوسطه يعود تاريخه إلى القرن الرابع للهجرة/ العاشر للميلاد. كما توجد فيه خلوة سيدي أبي الحسن الشاذلي المتوفى عام 353 هـ- 964 م. وعلى أية حال يبدو أن هذه السوق كانت موجودة في العهد الحفصي، مع أن هناك من يعيد بناءه إلى بداية العهد الحسيني عندما بنى مؤسس الدولة حسين بن علي عددا من الأسواق والمنشآت. ومن بين من يذكر سوق البلاط وإن كان في فترة لاحقة المؤرخ محمد بن عثمان الحشايشي (1853-1912) في كتابه العادات والتقاليد التونسية: الهدية والفوائد العلمية في العادات التونسية. وفي قرار الوزير الأكبر المؤرخ في 21 جانفي 1937 والمتعلق بالحرف والمهن والصناعات التقليدية التي تمارس في الإيالة، ذكرت مهنة بيع الأعشاب الطبية.

## سوق الأعشاب الطبية
كان وما زال سوق البلاط يروّج مختلف البضائع من ملابس مستوردة إلى تحف وأواني منزلية وتوابل وغيرها، إلا أن خاصيته أنه متخصص في الأعشاب والحشائش والعقاقير الطبية، وتأتي البضائع المحلية من مختلف البيئات التونسية أما المستوردة فتأتي من العديد من البلدان خاصة الشرقية منها كالسودان ومصر والمملكة العربية السعودية واليمن والأردن والمغرب والهند وغيرها... وقد توارث بعض التجار هذه التجارة كما توارثوا الخبرة بالبضائع التي يروجونها واستعمالاتها المختلفة. ولنم يكتف هؤلاء التجار بذلك بل أنهم يطورون معارفهم بمطالعة الكتب المختصة بالأعشاب والتداوي بها. ولكن إلى جانب الأعشاب المستعملة في التداوي تباع في السوق مواد تستعمل للسّحر أو إبطاله كبعض الحشرات والطيور المجففة مثل الحرباء و«القنفذ» و«السلحفاة» و«الهدهد» والسنجاب....

## معرض صور

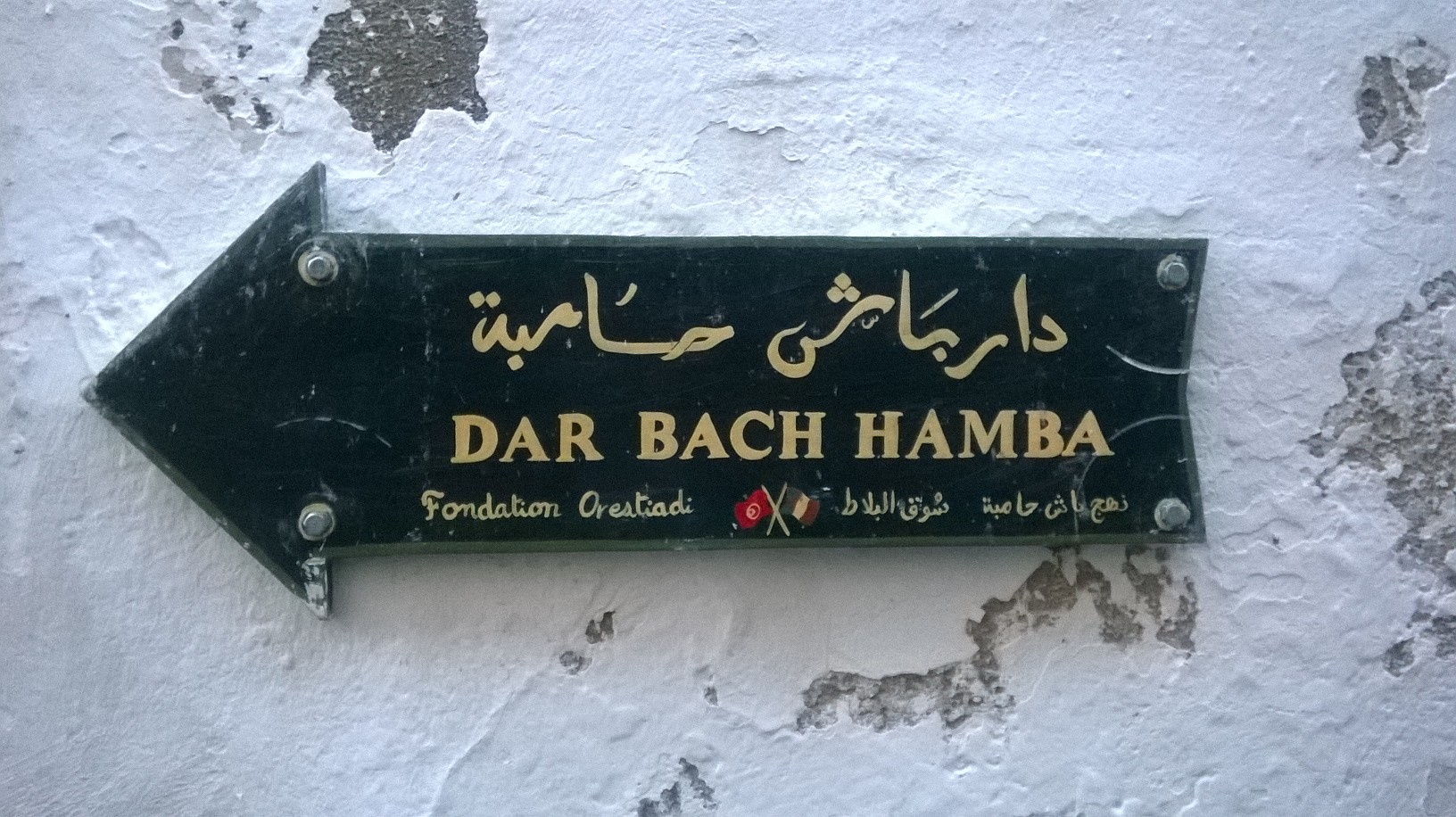
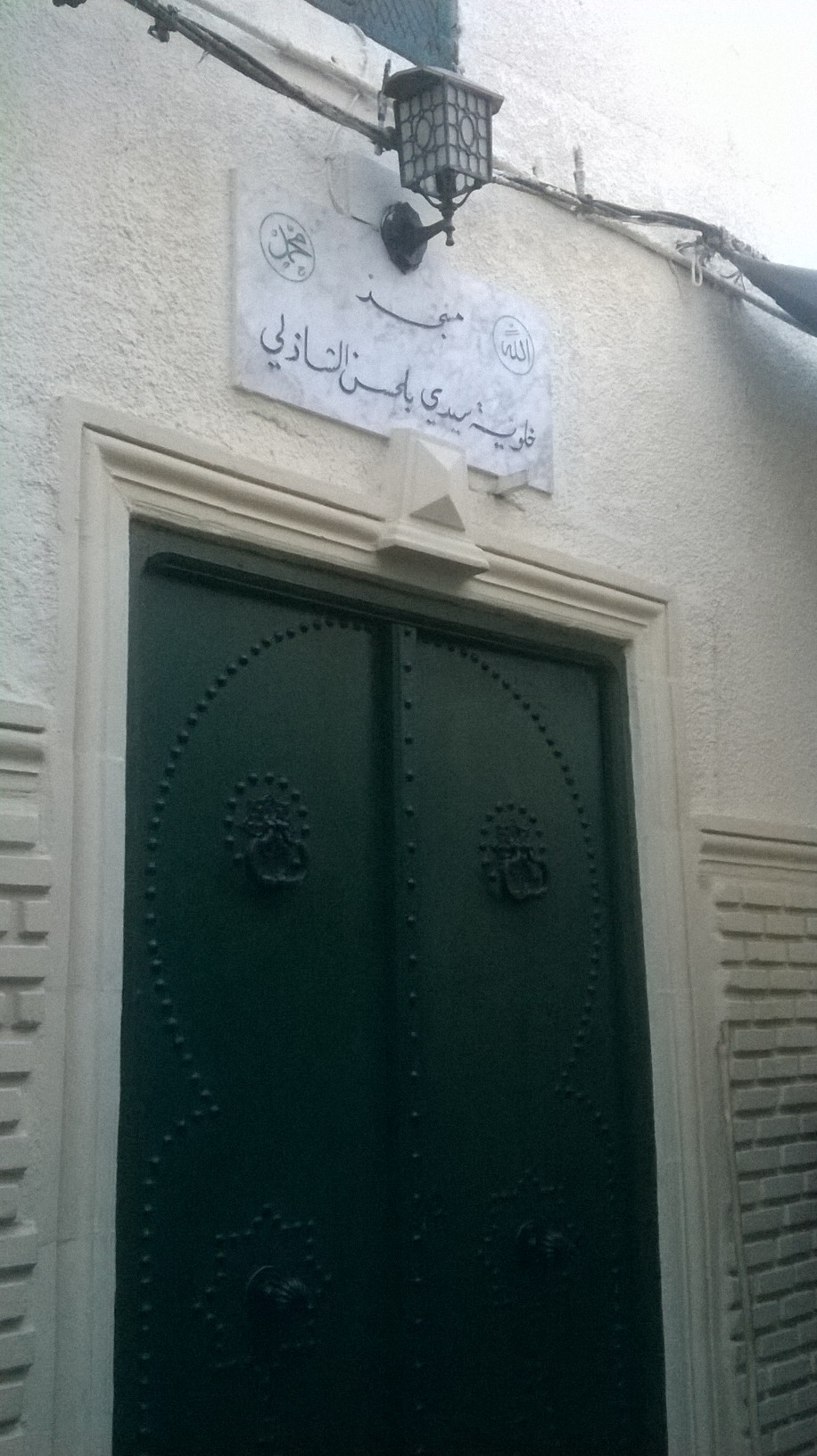
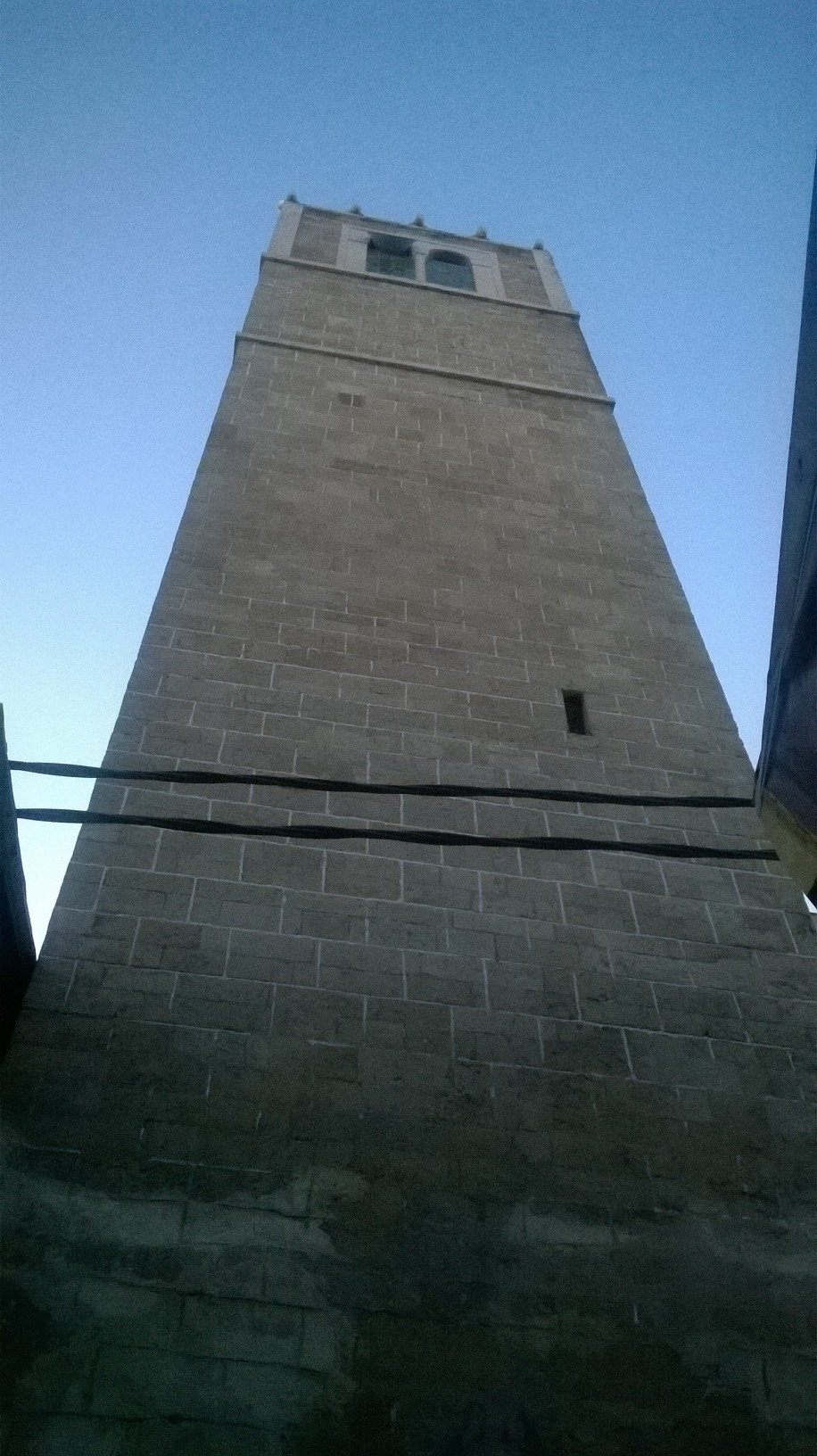

## وصلات خارجية
- زيارة افتراضية ل سوق البلاط

## إشارات مرجعية
1. ↑  https://web.archive.org/web/20160107050415/http://www.tunisia-today.com/archives/16950 Souk El Blat/ «Désherbage» et oubli
2. ↑  http://www.alazmenah.com/?page=show_det&id=7419 سوق البلاط للأعشاب أنشط الأسواق التونسية وأشهرها نسخة محفوظة 2014-11-29 على موقع واي باك مشين.
3. ↑  http://www.alazmenah.com/?page=show_det&id=7419 سوق البلاط، نفس المرجع نسخة محفوظة 2014-11-29 على موقع واي باك مشين.